# Гимл, Антонин
Антонин Гимл (чеш. Antonín Himl; 23 марта 1933[…], Бржезнице — 27 января 1988[…], Пекин) — чехословацкий государственный деятель, спортивный функционер. Член ЦК КПЧ (1976—1988). Президент Олимпийского комитета Чехословакии (1974—1988).

## Биография
Антонин Гимл родился 23 марта 1933 года в чехословацком городе Бржезнице (сейчас в Чехии) в рабочей семье.
В 1945 году вместе с семьёй перебрался в Хеб, где учился в средней школе. Впоследствии получил специальность сантехника.
В юности занимался гандболом, играл на региональном уровне.

### Политическая карьера
С 1949 года был активистом Чехословацкого союза молодёжи. В 1951 году вступил в Коммунистическую партию Чехословакии. В 1963—1967 годах был секретарём, членом президиума и секретариата Чехословацкого союза молодёжки. В конце 1960-х годов был председателем правления Ассоциации детских и юношеских организаций в Праге.
В 1967—1970 годах учился в Москве в Институте марксизма-ленинизма при ЦК КПСС.
В 1970—1972 годах был председателем Чешского центрального комитета Союза социалистической молодёжи Чехословакии.
В 1971 году на 14-м съезде КПЧ был избран кандидатом в ЦК КПЧ, а на 15-м съезде в 1976 году, на 16-м съезде в 1981 году и на 17-м съезде в 1986 году избирался членом ЦК.
В 1980-х годах был членом президиума Национального фронта.
В декабре 1969 года стал депутатом Палаты народов Федерального собрания Чехословакии и затем четырежды переизбирался, сохранив мандат до конца жизни.

### Карьера спортивного функционера
В 1972 году стал председателем Центрального комитета Чехословацкой ассоциации физкультуры и спорта.
В 1974 году стал председателем Олимпийского комитета Чехословакии. В 1977—1984 годах был вице-президентом Ассоциации национальных олимпийских комитетов МОК, а в 1981 году возглавил созданную по инициативе Хуана Антонио Самаранча специальную комиссию по массовому спорту МОК, впоследствии был заместителем председателя.
В 1984 году в период работы Гимла Чехословакия бойкотировала летние Олимпийские игры в Лос-Анджелесе.
Кроме того, Гимла связывают с внедрением в чехословацком спорте контролируемого использования допинга.
Награждён орденом Труда (1972) и Серебряным олимпийским орденом (1984).
Умер 27 января 1988 года во время визита в Пекин.

## Память
После его смерти спортивная комиссия МОК учредила премию Антонина Гимла. Однако в 1989 году в Чехословакии произошла «бархатная революция», и решение об учреждении премии было отменено.